# Le Chay (Charente-Maritime)
Le Chay é uma comuna francesa localizada no departamento de Charente-Maritime na região administrativa da Nova Aquitânia, no sudoeste da França.